# Candace Cameron
Candace Helaine Cameron Bure (ur. 6 kwietnia 1976 w Los Angeles) – amerykańska aktorka telewizyjna i filmowa, producentka, autorka i panelistka talk-show. Laureatka Nickelodeon Kids’ Choice Awards (1994) za rolę D.J. Tanner w sitcomie ABC Pełna chata (1987–1995) i dwukrotna zwyciężczyni Teen Choice Awards (2016, 2007) za występ w kontynuacji Pełniejsza chata (2016–2020).

## Życiorys

### Wczesne lata
Urodziła się w Panorama City, dzielnicy Los Angeles w stanie Kalifornia jako najmłodsze z czworga dzieci menadżerki Barbary (z domu Bausmith) i nauczyciela gimnastyki Roberta Cameronów. Jej rodzina jest pochodzenia szwajcarskiego. Wychowywała się z dwiema siostrami – Bridgette (ur. 1967) i Melissą (ur. 1970) oraz bratem Kirkiem Thomasem (ur. 1970). Uczęszczała do Nevada Ave Elementary School w West Hills w Kalifornii.

### Kariera
Swoją karierę aktorską zapoczątkowała udziałem w reklamach telewizyjnych oraz gościnnym występem w serialach: NBC St. Elsewhere (1982-1984) z Denzelem Washingtonem i Markiem Harmonem, CBS Alice (1983), ABC T.J. Hooker (1984) z Williamem Shatnerem i Heather Locklear, NBC Punky Brewster (1985). Na kinowym ekranie wystąpiła w filmach: dramacie Johna Hughesa Niektórzy mile cudowni (Some Kind of Wonderful, 1987) u boku Erika Stoltza, Lei Thompson i Mary Stuart Masterson i komedii Puenta (Punchline, 1988) z Sally Field i Tomem Hanksem. Uznanie zdobyła rolą Donny Jo 'D.J.' Margaret Tanner w sitcomie ABC Pełna chata (Full House, 1987-1995).

## Życie prywatne
22 czerwca 1996 poślubiła rosyjskiego hokeistę Walerija Bure (para poznała się podczas meczu hokejowego poprzez aktora Dave’a Couliera, który podobnie jak Cameron występował w serialu Pełna chata). Mają troje dzieci: córkę Natashę (ur. 15 sierpnia 1998) i dwóch synów - Lva (ur. 20 lutego 2000) i Maksima (ur. 20 stycznia 2002). Razem z mężem deklarują się jako praktykujący chrześcijanie.

## Filmografia

### Filmy
- 1987: Some Kind of Wonderful jako Cindy Nelson
- 1988: Puenta (Punchline) jako Carrie Krytsick
- 1988: Widziałam, co zrobiłeś/Niebezpieczny żart (I Saw What You Did, TV) jako Julia Fielding
- 1990: Obóz Cucamonga, czyli jak spędziłem lato (Camp Cucamonga, TV) jako Amber Lewis
- 1995: Sekret Sharon (Sharon’s Secret, TV) jako Sharon
- 1995: Monster Mash jako Mary
- 1995: Nocni goście (Visitors of the Night, TV) jako Katie English
- 1996: Nieme przyzwolenie (No One Would Tell, TV) jako Stacy Collins
- 1996: Kidz in the Wood (TV) jako Donna
- 1996: She Cried No (TV) jako Melissa Connell
- 1997: Krzyk w nocy (NightScream, TV) jako Drew Summers / Laura Fairgate
- 2001: The Krew (film krótkometrażowy) jako szef Karls
- 2007: Wager (The Wager) jako Cassandra
- 2008: Moonlight and Mistletoe (TV) jako Holly Crosby
- 2011: Truth Be Told (TV) jako Annie Morgan
- 2011: Serce świąt (The Heart of Christmas, TV) jako Megan Walsh
- 2013: Śnieżne święta (Let It Snow, TV) jako Stephanie Beck
- 2014: Święta na Alasce (Christmas Under Wraps, TV) jako Lauren Brunell
- 2015: Wiara naszych ojców (Faith of Our Fathers) jako Cynthia
- 2018: Zaczarowane szpilki (A Shoe Addicts Christmas, TV) jako Noelle

### Seriale TV
- 1982–1984: St. Elsewhere jako Megan White
- 1984: T. J. Hooker jako Tina
- 1985: Punky Brewster jako Julie Whitney / Jennifer Bates
- 1987: Dzieciaki, kłopoty i my (Growing Pains) jako Jennifer „Jenny”" Foster
- 1987: Who’s the Boss? jako młoda Mona
- 1987–1995: Pełna chata (Full House) jako D.J. Tanner
- 1988: Dzieciaki, kłopoty i my (Growing Pains) jako Jenny Foster
- 1996: Cybill jako Hannah
- 1997: Chłopiec poznaje świat (Boy Meets World) jako Millie
- 2001: Życie do poprawki (Twice in a Lifetime) jako Rose Hathaway
- 2007: Świat Raven (That’s So Raven) jako Courtney Dearborn
- 2009–2012: Za wszelką cenę (Make It or Break It) jako Summer Van Horne
- 2014: The Neighbors jako kobieta
- 2016–2020: Pełniejsza chata (Fuller House) jako D.J. Tanner-Fuller